# The House of Blue Light
The House of Blue Light är ett musikalbum av Deep Purple, släppt 1987. Albumet var det andra som den återförenade "Mark II"-uppsättningen av gruppen släppte och är ett av Deep Purples mindre kända album. Skivan producerades av basisten Roger Glover. Soundet påminner mycket om Rainbows tre sista album.

## Låtlista
1. "Bad Attitude" (Blackmore/Gillan/Glover/Lord) - 4:43
2. "The Unwritten Law" (Blackmore/Gillan/Glover/Paice) - 4:34
3. "Call of the Wild" (Blackmore/Gillan/Glover/Lord) - 4:50
4. "Mad Dog" (Blackmore/Gillan/Glover) - 4:29
5. "Black and White" (Blackmore/Gillan/Glover/Lord/Paice) - 3:39
6. "Hard Lovin' Woman" (Blackmore/Gillan/Glover) - 3:24
7. "The Spanish Archer" (Blackmore/Gillan/Glover) - 4:56
8. "Strangeways" (Blackmore/Gillan/Glover) - 5:56
9. "Mitzi Dupree" (Blackmore/Gillan/Glover) - 5:03
10. "Dead or Alive" (Blackmore/Gillan/Glover - 4:42

## Medverkande
- Ritchie Blackmore - gitarr
- Ian Gillan - sång, munspel, conga
- Roger Glover - bas, synthesizer
- Jon Lord - klaviatur
- Ian Paice - trummor